# Naringi crenulata
Naringi crenulata (Roxb.) Nicolson è una pianta della famiglia delle Rutaceae. È l'unica specie nota del genere Naringi Adans..

## Distribuzione e habitat
La specie è diffusa in India, Sri Lanka, Myanmar, Laos e Vietnam.